# دزدکی دزدکی
دزدکی دزدکی (انگلیسی: Chupke Chupke) یا آهسته آهسته فیلمی به گارگردانی هریشیکش موکرجی محصول سال ۱۹۷۵ است. از بازیگران این فیلم می‌توان به دهر مندرا، شارمیلا تاگور، آمیتاب باچان، جایا باچان، اوم پراکاش و آسرانی اشاره کرد.